# ولز (مینه‌سوتا)
ولز، مینه‌سوتا (به انگلیسی: Wells, Minnesota) یک شهر در ایالات متحده آمریکا است که در شهرستان فریبلت، مینه‌سوتا واقع شده‌است.

## خصوصیات
ولز ۵٫۱۵ کیلومترمربع مساحت و ۲٬۳۴۳ نفر جمعیت دارد و ۳۵۳ متر بالاتر از سطح دریا واقع شده‌است.